# EKO
Pour les articles homonymes, voir Eko.
EKO est une société canadienne du Groupe F. Dufresne active au Québec. Elle est présente dans le domaine de la vente au détail par l'exploitation de dépanneurs et de stations-service.

## Histoire
La société a vu le jour en 1978 avec une première station-service à Loretteville. Plusieurs autres stations ouvrent ensuite dans la ville de Québec avant de s'étendre à toutes les régions du Québec.
Les marques Sonerco, Cadeko et Axco font partie du même groupe qu'EKO.